# Cidón de Creta
Cidón (griego antiguo: Κύδων) en la mitología griega fue un príncipe de Arcadia hijo del rey Tegeates de Tegea y de Mera, hija del titán Atlas. Era hermano de Leimón, Escefro, Gortis y Arquedio.
Junto con los dos últimos hermanos, emigraron a Creta por voluntad propia. Fundaron varias ciudades epónimas, las cuales recibieron los nombres de sus fundadores: Cidonia, Gortina y Catreo.
Alternativamente, Cidón era un nativo de Creta, hijo de Acacalis siendo su padre Hermes o Apolo.